# Symphlebia pyrgion
Symphlebia pyrgion är en fjärilsart som beskrevs av Druce 1897. Symphlebia pyrgion ingår i släktet Symphlebia och familjen björnspinnare. Inga underarter finns listade i Catalogue of Life.